# Božický mokřad
Božický mokřad je přírodní památka na severním okraji Božic v okrese Znojmo. Vyhlášena byla k ochraně vzácných a zvláště chráněných druhů rostlin a živočichů vázaných na prostředí tůní a jejich blízkého okolí.

## Historie
Zamokřené pozemky na severním okraji Božic v minulosti nebylo možné obdělávat. Po roce 2000 na nich byl k podpoře mokřadních organismů uměle vytvořen mokřadní biotop s několika tůněmi. Chráněné území vyhlásil Krajský úřad Jihomoravského kraje v kategorii přírodní památka s účinností od 1. března 2014.

## Přírodní poměry
Přírodní památka s rozlohou 8,83 hektaru leží v katastrálních územích Božice a České Křídlovice v okrese Znojmo v Jihomoravském kraji. Překrývá se se stejnojmennou evropsky významnou lokalitou.

### Abiotické poměry
Geologické podloží tvoří písčito-hlinité sedimenty v údolní nivě Jevišovky, která protéká několik desítek metrů severně od chráněného území a patří k povodí Dyje. Na nich se vyvinul půdní typ fluvizem glejová. V geomorfologickém členění Česka přírodní památka v Dyjsko-svrateckém úvalu, v podcelku Drnholecká pahorkatina a okrsku Jevišovská niva.
V rámci Quittovy klasifikace podnebí se národní přírodní rezervace nachází v teplé oblastí T4, pro kterou jsou typické průměrné teploty −2 až −3 °C v lednu a 19–20 °C v červenci. Roční úhrn srážek dosahuje 650 milimetrů. Mrazových dnů bývá 100–110, zatímco letních dnů šedesát až sedmdesát.

### Flóra
Na zamokřených místech roste vegetační pokryv tvořený rákosem a orobincem. V okrajových částech území převládá vegetace mezofilních a vlhkých slaništních trávníků, v nichž roste jetel jahodnatý (Trifolium fragiferum), proskurník lékařský (Althaea officinalis), ostřice oddálená (Carex distans) a blešník úplavičný (Pulicaria desenterica). Všechny čtyři druhy jsou součástí předmětu ochrany.

### Fauna
Lokalita je významná výskytem značného množství živočichů. Před vyhlášením ochrany na ní bylo nalezeno 213 druhů brouků, 35 druhů vážek a pět druhů denních motýlů.
Z hmyzu jsou předmětem ochrany druhy vázané na mokřady, tůně a jejich břehy, porosty rákosin nebo slaniska: střevlíčci Acupalpus maculatus, Agonum lugens a Oodes gracilis, křepčík Cybister lateralimarginalis, potápník Hydroporus fuscipennis, vodomilové Berosus frontifoveatus a Hydrophilus piceus, stehnáč Oedemera croceicollis, mravencovník Cordicomus gracilis a kriticky ohrožení brouci Limnichus pygmaeus a Hydraena paganettii. Na kosených plochách se vzácně vyskytuje motýl ohniváček černočárný (Lycaena dispar). Hojný je výskyt šídla červeného (Aeshna isosceles), šídla rákosního (Aeschna affinis) a šidélka huňatého (Coenagrion scitulum).
V tůních a mokřadech se žijí měkkýši levotočka bažinná (Aplexa hypnorum) a svinutec kruhovitý (Anisus spirorbis). Vodní plochy umožňují výskyt řady obojživelníků. Žije zde malá populace desítek jedinců kuňky obecné (Bombina bombina), v menší míře se vyskytují kriticky ohrožení skokan skřehotavý (Rana ridibunda) a skokan ostronosý (Rana arvalis), silně ohrožená rosnička zelená (Hyla arborea), skokan štíhlý (Rana dalmatina) nebo ropucha zelená (Bufo viridis). Naopak hojný je výskyt skokana zeleného (Rana esculenta) a čolka obecného (Triturus vulgaris). V celém území je hojná užovka obojková (Natrix natrix) a v okolí se vzácně objevuje ještěrka obecná (Lacerta agilis).